# 히즈라 (젠더)

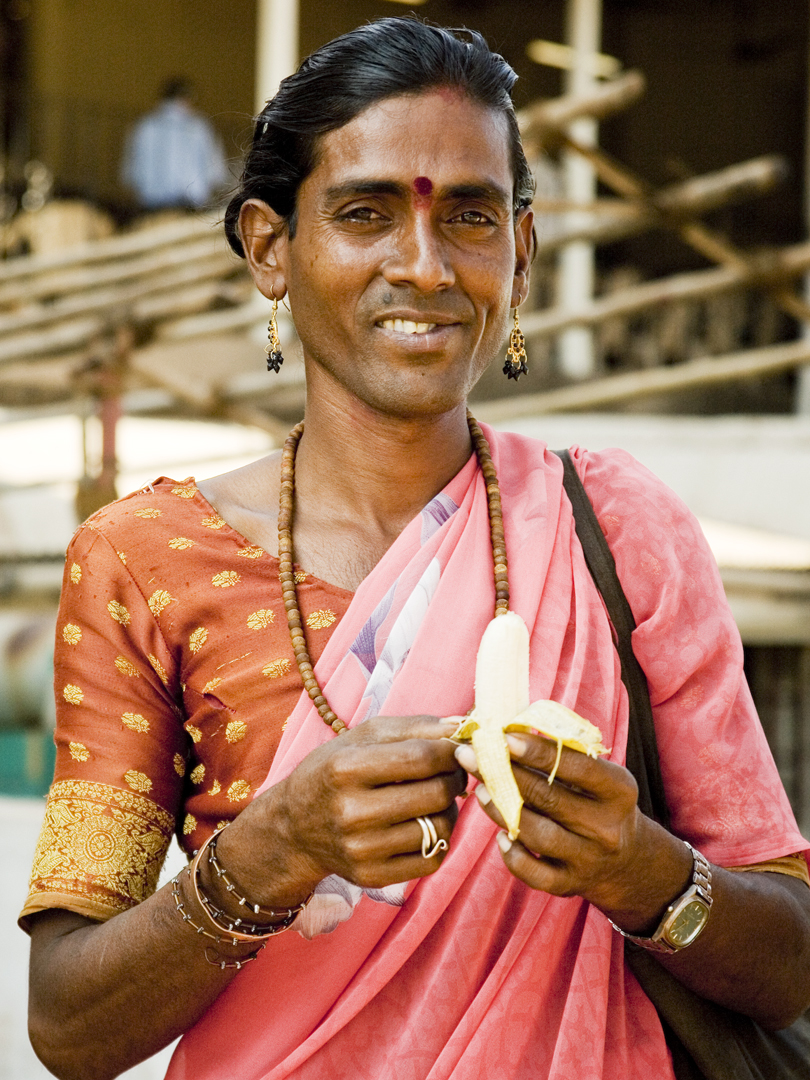
히즈라

히즈라(영어: hijra, 힌디어: हिजड़ा, 우르두어: ہِجڑا, 벵골어: হিজড়া, 칸나다어: ಹಿಜಡಾ, 텔루구어: హిజ్ర) 또는 칸나다어에서 chakka, 펀자브어에서 khusra, 텔루구어에서 kojja는 남아시아에서 생리적인 남성이 여성의 성 정체성을 갖고, 여성의 복장과 여성의 성 역할을 수행하는 것이다. 인도 아대륙에서 오랫동안 있어 왔다.
남아시아에서 히즈라는 구루(guru)에 의해 지도되는 조직을 이루고 있다. 그 공동체는 세대가 지나도 자기가 태어난 집을 도망치는 소년을 입양함으로써 공동체를 유지한다. 많은 수들이 살기 위해 매춘을 한다.
히즈라hijra는 우르두어로, 아랍계의 셈어파의 hjr라는 단어에서 왔다. 뜻은 "자신의 부족을 떠남"이다. 또한 이는 힌두어에서 차용되었다. 이 용법은 전통적으로 영어에서는 "환자(宦者,eunuch)"이나 "양성인(hermaphrodite)"으로 번역된다. 하지만 대부분의 히즈라는 본래 생리적으로 남성이며, 일부만이 간성(남성 거짓남녀한몸, 남성가성반음양)이다. 어떤 히즈라는 히즈라 공동체에 들어가면서 그들의 음경, 음낭, 고환을 제거한다.

## 젠더와 분류
이러한 상태는 정확히 일치하는 성분류나 성적 지향이 없다. 또한 이는 서양의 젠더인식에 대한 도전으로 여겨진다. 대부분이 남성이지만, 일부는 모호한 외성기를 가진 간성이다. 그들은 자주 제3의 성으로 여겨지며 대부분이 그들은 남자도 여자도 아닌것으로 본다. 하지만 일부는 그들을 여성으로 보며, 여성적인 남성(effeminacy)나 안드로진으로 보기도 한다. 성소수자의 영향을 받은 사람은 그들을 트랜스젠더 여성으로 본다. 서양의 성전환 여성과 달리 히즈라는 일반적으로 완전한 여성과 같은 일을 하지 않는다.(passing) 그들은 진짜 히즈라가 되기 위해 거세(nirwaan)를 받는다.
남성이 성교에서 수동적인 역할(바텀)은 코티kothi라고 인식된다. 코티는 히즈라에서 두드러진다. 그들은 여성의 복장을 입고, 여성의 태도를 보이고, 서로를 부를 때 여성어를 쓴다. 히즈라와 코티의 성적 상대자는 남성적인 남성이다. 그들(성기를 삽입하는)의 성 정체성은 일반적인 남성이다. 그 남성 상대자는 보통 기혼자이고, 코티나 히즈라와의 관계는 공동체에서 공공연한 비밀로 되어 있다. 어떤 히즈라는 남성과 교제하고 결혼하기도 한다. 그들의 결혼은 법이나 지역 사회에서 일반적으로 인정되지 못한다. 히즈라와 코티는 그들의 남성적인 성적 상대자나 연인을 부르는 이름이 있다. 방글라데시에서는 판티panthi, 델리에서는 기리야 giriya, 코치에서는 sridhar이다.

## 같이 보기
- 카토이